# ديث ميتال
ديث ميتال (بالإنجليزية: Death Metal)‏ هو أحد أنواع الميتال والذي بدأ يتطور في نهاية الثمانينيات. أهم مميراته هو غناء الGrowlling والذي هو عبارة عن غناء «غير لحني» مركب من صراخ عال أو منخفض، أيضا يتميز الديث ميتال بالتغير الدائم في السرعة والإيقاع والدور الهام للدرامز في الموسيقى.
بدا الديث ميتال كنوع من أنواع الثراش ميتال، وتأثر بفرق ثراش مثل HELLHAMMER، Celtic Frost، Sodom، Metallica، Slayer، وSodom وOverkill وExodus وDark Angel وDesturction وKreator. أول البوم ديث ميتال هو Seven Churches لفرقة Death Metal "Possessed song"،Possessed وعلى اسمها سمي هذا النواع من الميتال.

## أنواع الديث ميتال
- Technical Death Metal : نوع من أنواع الديث ميتال، يوجد بينه وبين الثراش ميتال شبه كبير، من أهم فرق هذا النوع من الميتال هم Massacre,Pessimist

,Morbid Angel,Obituary,Possessed,Vader,Death.
- Brutal Death Metal : هو أكثر الأنواع «تطرفاً» في الديث ميتال، عبارة عن دمج بين ال grindcore (نوع من الميتال) والديث ميتال. يمييزه غناء Growlling منخفض جدا، سرعة عزف كبيرة وصوت الات منخفض. وتعبر فرقة Cannibal Corpse,Immolation,Kataklysm

,Suffocation,Deicide,Demilich,Incantation,Cryptopsy الأمريكية أهم الفرق في هذا النوع.
- Melodic-Death Metal : تطور في أوروبا في سنوات التسعينيات، وهو عبارة عن نوع شبيه بالTechnical death metal ولكنه ابتعد عن الثراش، وتستعمل به الكثير من الألحان الهادئة نوعا ما. أهم فرق هذا النوع هم Amon Amarth -Blood Stain Child - Children of Bodom - Arch Enemy
- Doom/Death Metal : هو دمج بين الديث ميتال والدوم ميتال، توجد في هذا النوع مميرات الديث ميتال (Growlling وتغيير في سرعة الموسيقى) وأيضا مميزات الدوم ميتال (موسيقى حزينة ذات اقاع بطيء). الفرق المهمة في هذا النوع هم:
- Amorphis, Katatonia ,Crematory, Anathema, My Dying Bride و dISEMBOWELMENT. Paradise Lost
- Progressive Death Metal : هو أحد من تطورات الTechnical death metal, يخلط بين الProgressive والDeath Metal. واحد مميزاته هو الخلط بين الغناء والGrowlling. أشهر فرق هذا النوع هي Opeth السويدية، وقد اشتهرت هذه الفرقة في أوروبا وبالأخص في السويد.
- Blackened Death Metal : هذا النوع عبارة عن دمج بين الديث ميتال والبلاك ميتال، يستعمل به Growlling منخفض وصوت درامز عال. أغلب فرق Blackened Death Metal تبدا بالعمل قفرق بلاك ميتال ومع تدمج ميزات الديث ميتال كفرقة Behemoth